# Суперкубок Казахстана по футболу 2025
Суперкубок Казахстана по футболу 2025 года (каз. Қазақстан Суперкубогы 2025) — 18-й розыгрыш Суперкубка Казахстана. В матче приняли участие чемпион Казахстана прошедшего сезона («Кайрат») и обладатель кубка Казахстана («Актобе»).
По итогам матча «Кайрат» обыграл «Актобе» со счётом 2:0.